# 黑孢干尸霉
黑孢干尸霉（学名：Tarichium atrospermum）是属于虫霉目虫霉科干尸霉属的一种真菌，寄生在蚜虫上。该种分布于中国、英国。